# Eden (2024)
Eden is een Amerikaanse thriller uit 2024, geregisseerd door Ron Howard. De film is gebaseerd op het waargebeurde verhaal van een paar Europese kolonisten die naar het eiland Floreana kwamen. De hoofdrollen worden vertolkt door Ana de Armas, Jude Law, Vanessa Kirby, Daniel Brühl, Sydney Sweeney, Richard Roxburgh, Felix Kammerer en Toby Wallace.

## Verhaal
Een groep mensen verlaat in de jaren 1930 de samenleving en de beschaving om naar de Galapagoseilanden te reizen en daar de zin van het leven te vinden.

## Rolverdeling
| Acteur           | Personage                         |
| ---------------- | --------------------------------- |
| Ana de Armas     | Eloise Bosquet de Wagner Wehrhorn |
| Jude Law         | Dr. Friedrich Ritter              |
| Vanessa Kirby    | Dora Strauch Ritter               |
| Daniel Brühl     | Heinz Wittmer                     |
| Sydney Sweeney   | Margaret Wittmer                  |
| Richard Roxburgh | Allan Hancock                     |
| Felix Kammerer   | Rudolph Lorenz                    |
| Toby Wallace     | Robert Phillipson                 |

## Productie
In oktober 2022 werd aangekondigd dat Ron Howard een nieuwe film zou regisseren, geschreven door Noah Pink, met de titel Origin of Species en hij was begonnen met het castingproces en het verkennen van locaties. In mei 2023 werden Ana de Armas, Jude Law, Alicia Vikander en Daniel Brühl gecast, terwijl Daisy Edgar-Jones in onderhandeling was. Het casten mocht doorgaan tijdens de SAG-AFTRA-staking van 2023 nadat een interim-overeenkomst met de vakbond was bereikt. In oktober 2023 kreeg de film de huidige titel Eden, waarbij Vanessa Kirby en Sydney Sweeney aan de cast werden toegevoegd ter vervanging van respectievelijk Vikander en Edgar-Jones, en Hans Zimmer zou de filmmuziek componeren. Edgar-Jones werd gedwongen te vertrekken omdat ze haar verplichtingen aan de film Twisters moest nakomen, waarvan de productie moest stopgezet worden ten gevolge van de SAG-AFTRA-staking. In december 2023 werd aangekondigd dat Richard Roxburgh, Felix Kammerer, Toby Wallace, Paul Gleeson en Ignacio Gasparini zich bij de cast hadden gevoegd. In mei 2024 verkocht AGC Studios de distributierechten voor de film voor meerdere internationale gebieden aan Amazon Prime Video op de Marché du Film in Cannes.

### Filmopnames
De filmopnames gingen van start in november 2023 in Queensland, Australië, en een kleine eenheid filmde op de Galapagoseilanden. Op 27 november 2023 startten de filmopnames aan de Australische Gold Coast.

## Release

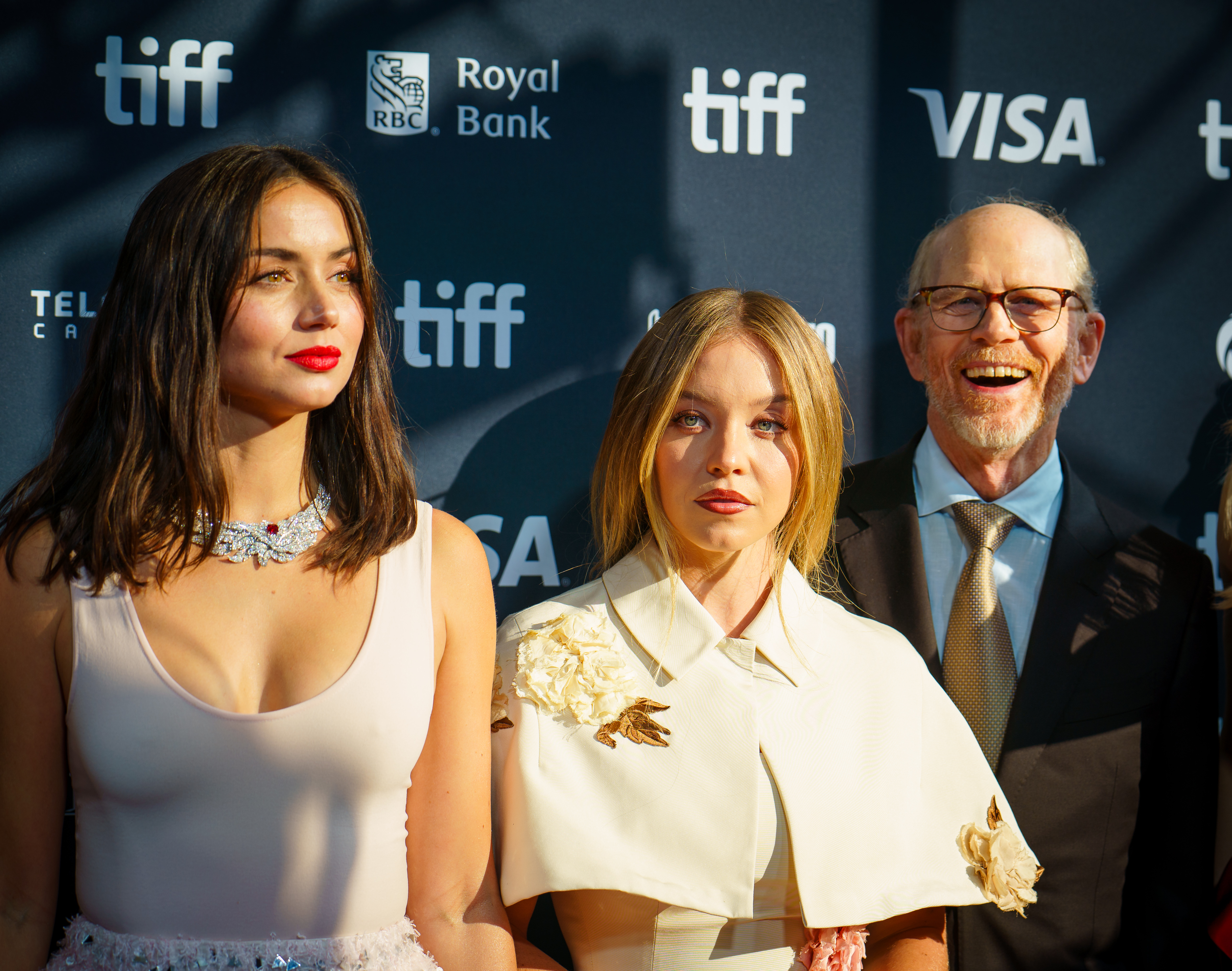
Ana de Armas, Sydney Sweeney en Ron Howard op het Internationaal filmfestival van Toronto van 2024.

Eden ging op 7 september 2024 in première op het Internationaal filmfestival van Toronto.

## Ontvangst
Op Rotten Tomatoes heeft Eden een waarde van 58%, gebaseerd op 31 recensies (Fresh
18, Rotten 13). Op Metacritic heeft de film een gemiddelde score van 60/100, gebaseerd op 13 recensies.